# Serrat de Carlà
El Serrat de Carlà és una serra situada al municipi de Montferrer i Castellbò a la comarca de l'Alt Urgell, amb una elevació màxima de 1.707 metres.